# Paul Gleason
Pour les articles homonymes, voir Gleason.
Paul Gleason est un acteur américain né le 4 mai 1939 à Jersey City, dans le New Jersey (États-Unis).
Il est mort d'un cancer du poumon le 27 mai 2006 à Burbank.

## Biographie
Après avoir suivi les cours de l'Actor's Studio au cours des années 1960, il effectue une carrière partagée entre le cinéma et la télévision où il tient le plus souvent des seconds rôles.
Il est surtout connu grâce à ses rôles dans deux classiques des années 80, Piège de cristal et The Breakfast Club

## Filmographie

### Cinéma
- 1965 : Winter A-Go-Go de Richard Benedict : Ski Resort Guest
- 1967 : C'mon, Let's Live a Little de David Butler : Frat Boy (non crédité)

- 1971 : Private Duty Nurses (en) de George Armitage : Dr. McClintock
- 1972 : La Clinique en folie (Where Does It Hurt?) de Rod Amateau
- 1972 : Hitman le créole de Harlem (en) (Hit Man) de George Armitage : Cop (non crédité)
- 1973 : Little Laura and Big John (en) de Luke Moberly : Sheriff
- 1975 : Doc Savage arrive (Doc Savage: The Man of Bronze) de Michael Anderson : Maj. Thomas J. 'Long Tom' Roberts
- 1976 : Milice privée (en) (Vigilante Force) de George Armitage : Michael Loonius
- 1979 : The Great Santini de Lewis John Carlino : Lt. Sammy
- 1980 : Noces sanglantes (He Knows You're Alone) : Det. Frank Daley
- 1981 : Le Policeman de Daniel Petrie (Fort Apache the Bronx) : Detective
- 1981 : Arthur de Steve Gordon : Executive
- 1981 : 200 000 dollars en cavale (The Pursuit of D.B. Cooper) de Roger Spottiswoode : Remson
- 1982 : MysteryDisc: Murder, Anyone? (vidéo) : Stewart Cavanaugh
- 1983 : Tendre Bonheur (Tender Mercies) de Bruce Beresford : Reporter
- 1983 : Un fauteuil pour deux (Trading Places) de John Landis : Clarence Beeks
- 1985 : Breakfast Club (The Breakfast Club) de John Hughes : Principal Richard Vernon
- 1987 : Morgan Stewart's Coming Home de Paul Aaron : Jay Le Soto
- 1987 : Prise (Forever, Lulu) d'Amos Kollek : Robert
- 1987 : Hollywood Monster : Stan Gordon
- 1988 : Nightmare Beach de Umberto Lenzi
- 1988 : Extra-terrien (Lifted)
- 1988 : La Vie en plus (She's Having a Baby) : Howard
- 1988 : Toutes folles de lui (Johnny Be Good) : Wayne Hisler
- 1988 : Piège de cristal (Die Hard) de John McTiernan : Deputy Police Chief Dwayne T. Robinson
- 1989 : Meurtres en nocturne (Night Game) de Peter Masterson : Broussard
- 1990 : Le Flic de Miami (Miami Blues) de George Armitage : Sgt. Frank Lackley
- 1991 : Wishman (en) de Michael Marvin : Silverstein
- 1991 : Rich Girl (en) de Joel Bender : Marvin Wells
- 1993 : Running Cool : Calvin Hogg
- 1993 : The Waiter (court métrage) : Father
- 1993 : Alarme fatale (Loaded Weapon 1) : FBI Agent
- 1993 : Maniac Cop 3 (Maniac Cop 3: Badge of Silence) de William Lustig : Hank Cooney
- 1993 : Wild Cactus : Sheriff Brenner
- 1993 : L'Extrême limite (Boiling Point) : Transaction Man
- 1994 : Nothing to Lose : Elliot
- 1994 : Les Complices (I Love Trouble) de Charles Shyer : Kenny Bacon
- 1994 : There Goes My Baby : Mr. Burton
- 1994 : In the Living Years : Tony
- 1995 : Digital Man : Dr. Parker
- 1997 : A Time to Revenge : Major Whittmar
- 1997 : Haute trahison (Shadow Conspiracy) de George P. Cosmatos : Blythe
- 1997 : Argent comptant (Money Talks) : Lt. Bobby Pickett
- 1998 : Day at the Beach : Detective Johnson
- 1998 : Best of the Best 4 (Best of the Best 4: Without Warning) (vidéo) : Father Gil
- 2000 : The Giving Tree : Mr. Forrester
- 2000 : En lettres de sang (Red Letters) : Dean Van Buren
- 2001 : The Organization de Gregory Storm : Death
- 2001 : The Myersons : Dean Hanson
- 2001 : Social Misfits : Warden Doyle
- 2001 : Sex Academy (Not Another Teen Movie) de Joel Gallen : Richard Vernon
- 2002 : American Party (Van Wilder) de Walt Becker : Professor Ted McDoogle
- 2006 : Abominable de Ryan Schifrin : Sheriff Halderman
- 2008 : The Book of Caleb de Matthew von Manahan: James Paddington
- 2011 : The Passing de John Harwood : Det. Sanders

### Télévision

#### Téléfilms
- 1979 : Les Cadettes de West Point (Women at West Point) : Major James T. Kirk
- 1980 : Ike, l'épopée d'un héros (Ike: The War Years) : Capt. Ernest 'Tex' Lee
- 1985 : Challenge of a Lifetime (en) : John Schoonover
- 1985 : La Bataille d'Endor (Ewoks: The Battle for Endor) : Jeremitt
- 1985 : Amour et quiproquos (vidéo) : Larry Worth
- 1985 : Méprise (Doubletake) : Howie Henley
- 1989 : Starting Now (court métrage) : Harold
- 1989 : Spooner : Roland Hyde
- 1991 : False Arrest : Arthur Ross
- 1991 : Usurpation d'identité (Fourth Story) : Lt. Hank Petkavich
- 1992 : Majority Rule
- 1994 : Les tronches IV (en) (Revenge of the Nerds IV: Nerds in Love) : [Qui ?]
- 1998 : Onde de choc (No Code of Conduct) : John Bagwell
- 2002 : Sun Gods

#### Séries télévisées
- 1970 : La Force du destin ("All My Children") : Dr. David Thornton (1976-1978)
- 1975 : Columbo : Jeu d'identité (Identity Crisis) : Parsons
- 1979 : Ike (mini-série) : Capt. Ernest 'Tex' Lee
- 1981 : Another Life : Lee Carothers #1 (1982-83)
- 1984 : The A-Team (L'Agence tous risques) : Roy (épisode "Au feu !")
- 1986 : Superior Court (en) : Attorney
- 1988 : Supercarrier (en) : [Qui ?]
- 1991 : Arabesque   saison  7 episode 19
- 1994 : Waikiki Ouest ("One West Waikiki") : Captain Dave Herzog
- 1997 : Lost on Earth (en) : George Greckin
- 2000 : Friends
- 2003 :  Dawson, Saison 6 : Larry Newman
- 2004 : Malcolm (Malcolm in the middle), saison 5, épisodes 21 et 22 : Mystery Man